# 三浦市立岬陽小学校
三浦市立岬陽小学校（みうらしりつ こうようしょうがっこう）とは、神奈川県三浦市岬陽町にある市立小学校。

## 沿革
出典
- 1955年（昭和30年）
  - 4月1日 - 三浦市立三崎第一小学校（現、三浦市立三崎小学校）の校舎を一部借用して、三浦市立三崎第二小学校として開校。
  - 5月10日 - 校舎完成、現行地に移転。
- 1958年（昭和33年）4月1日 - 現校名に改称。
- 1967年（昭和42年）4月1日 - 三浦市立名向小学校開校により、小網代分校廃校。分割統合する。
- 1988年（昭和63年）4月1日 - 通学区域の再編を行う。

## 学校教育目標
出典
「自分らしく いきいきと」

## 通学区域
通学区域は以下の通りである。
- 栄町
- 原町
- 岬陽町
- 諏訪町
- 宮川町
- 三崎町六合（303−1～326−7を除く）
- 天神町（17番、18番を除く）
- 城山町（7～25番）
- 南下浦町金田1593～1660番地（1596～1598、1629-13を除く）

## 進学先中学校
- 三浦市立三崎中学校[3]

## 交通
- 京浜急行バス 岬陽小学校バス停より徒歩